# Mitsukuri Gempo

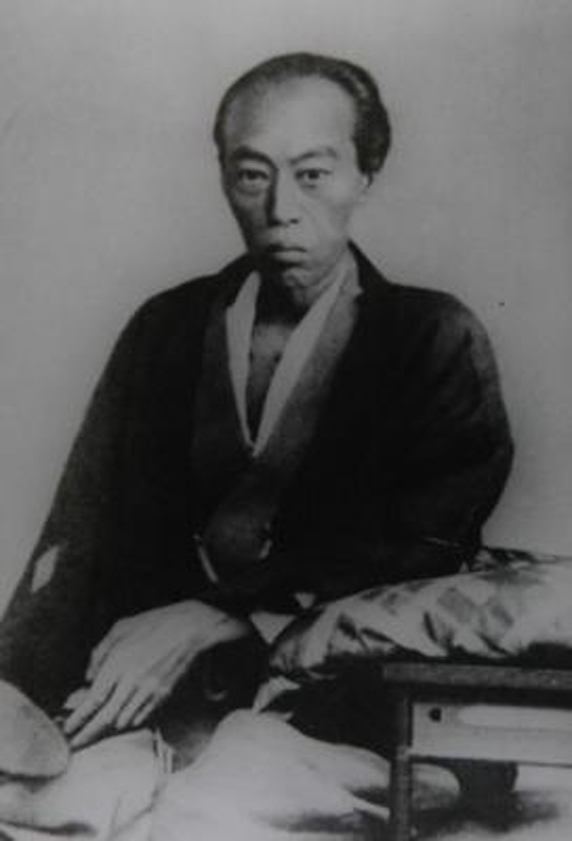
Mitsukuri Gempo

Mitsukuri Gempo (japanisch 箕作 阮甫; geboren 5. Oktober 1799 in Tsuyama (Präfektur Okayama); gestorben 1. August 1863) war ein japanischer Arzt und Gelehrter.

## Leben und Wirken
Mitsukuri Gempo studierte in Kyōto traditionelle chinesische Medizin und folgte 1822 seinem Vater als oberster Mediziner der in Tsuyama regierenden Matsudaira. Er studierte dann westliche Medizin in Edo unter Udagawa Genshin (1769–1834). 1834 eröffnete er eine Ausbildungsstätte in Edo, aber Brände und schwache Gesundheit führten dazu, dass er sich der Übersetzertätigkeit zuwandte.
Als sich Koseki San’ei (geboren 1787) 1839 anlässlich der „Hölle für West-Gelehrte“ das Leben nahm, wurde Gempo als offizieller Übersetzer aus dem Niederländischen beim Aufseher über die Astronomie (天文方; Temmongata) am Hofe des Shogun eingestellt. Er war ein Mitglied der Mission, die 1853 in Nagasaki mit dem russischen Admiral Pujatin über einen offiziellen Zugang zum Lande verhandelte. Im folgenden Jahr nahm er an den Verhandlungen mit den Amerikanern teil, die zum Vertrag von Kanagawa führten.
1856 wurde Gempo Ausbilder am neu gegründeten Bansho-Shirabesho, eine Ausbildungsstätte für die „westlichen Wissenschaften“, die das Tokugawa-Shogunat gegründet hatte. Gempo verfasste viele Bücher über westliche Medizin und übersetzte westliche Technologie-Bücher.

## Publikationen (Auswahl)
- „Taisei meii ikō“ (泰西名医彙講) – „Berühmte Ärzte des Westens, eine Zusammenfassung“ als Periodikum
- „Geka hitsudoku“ (外科必読) – „Das wichtigste zur Chirurgie“
- „Sanka kammei“ (産科簡明) – „Geburtshilfe, kurz und bündig“
- „Oranda bunten“ (和蘭文典) – „Grammatik des Niederländischen“
- „Hakkō tsūshi“ (八紘通誌) – „Information zur Welt“
- „Kyokusei shiei“ (極西史影) – „Geschichte des fernen Westen“
- „Suishōsen setsuryaku“ (水蒸船説略) – „Kurze Erläuterung zum Dampfer“ auf Wunsch von Shimazu Nariakira
- „Seisai kikō“ (西征紀行) – „Reisebeschreibung des Westens“ (Wohl in Anlehnung an „Die Reise nach Westen“)